# 安德魯維爾 (特拉華州)
安德魯維爾（英語：Andrewville）是位於美國特拉華州肯特縣的一個非建制地區。該地的面積和人口皆未知。

## 地理
安德魯維爾的座標為38°51′41″N 75°38′06″W / 38.86139°N 75.63500°W，而該地的平均海拔高度為17米（即56英尺）。